# Историја Далмације
Историја Далмације обухвата историју свих области које су у прошлости биле обухваћене појмом Далмације, почевши од најранијих времена, до савременог доба. Просторни опсег појма Далмације често се мењао током историје. Најшири опсег Далмација је имала током раног раздобља римске власти, када се римска провинција Далмација пружала дубоко према унутрашњости. Насупрот томе, током средњег века, појам Далмације је био сужен на приморске градове и острва, да би се током 17. и 18. века поново проширио према непосредном залеђу, усталивши се након 1718. године на гребену планине Динаре, чиме је постављена основа за уобличавање савременог појма Далмације.
Историјска Далмација је обухватала области које се данас налазе у саставу неколико савремених држава (Хрватска, Босна и Херцеговина, Црна Гора, Србија, Албанија), док се данашња ужа Далмација у целини налази у саставу Хрватске.

### Античка Далмација
Име Далмација спомиње се први пут на епиграфским споменицима и делима античких писаца у време римског освајања источне обале Јадранског мора на прелазу из 1. вијека пре нове ере у 1. вијек нове ере. Област је назив добила по племену Далмата, које је живело између ријека Неретве и Крке. Римљани су Далмацијом назвали приморксе области Илирика, које су потом организоване као посебна провинција. Римска Далмација (провинција) имала је много шире границе него данашња Далмација. Она је обухватала не само данашњу Далмацију у Хрватској, него и највећи дио Босне и Херцеговине, цијелу Црну Гору, југозападни дио Србије и дио сјеверне Албаније.
Стотињак километара јужније од Саве протезала се граница с провинцијом Панонијом. На том су подручју живјели народи илирског културног круга: Либурни, Јаподи, Далмати, Даорси, Ардијејци, Плереји, Мезеји, Деситијати, а дијелом Аутаријати и Енхелеји. Није необично да је цијели простор назван по Далматима, јер су они Римљанима пружали најодлучнији отпор до коначне „пацификације“ око 9. године. На њиховом тлу је подигнута и Салона, један од најважнијих римских градова на источном Јадрану. Око 295. године, цар Диоклецијан је одвојио источни дио провинције Далмацие, створивши нову провинцију Превалитану, са сједиштем у Скадру. Када је 395. године цар Теодосије подијелио Римско царство на западни и источни дио, Далмација је остала у оквирима западне половине царства. Средином 5. вијека, Далмацијом је управљао римски војсковођа Марцелин (ум. 468), а потом и свргнути западноримски цар Јулије Непот (ум. 480). 
Иако је улазила у састав римске провинције Далмације, област Либурнија између Задра и Истре имала је извјесну посебност унутар Далмације, тако да се обе области помињу заједно чак и у писаним споменицима из раног средњег вијека.

### Средњи вијек
Далмацију је 481. године запосео краљ Одоакар, германски владар Италије, али већ око 490. године област потпада под власт Острогота и остаје у саставу њихове државе све до 535. године, када долази под власт Византије. Средином 6. вијека, у византијску Далмацију почињу да упадају Словени, који су око 550. године провалили у ту област, за вријеме трајања византијско-готског рата.
Иако те прве провале Словена нису урушиле византијску власт у Далмацији, до потпуног слома је дошло почетком 7. вијека, када се на ширем простору Далмације насељвају Срби и Хрвати. Византијска власт се тада повлачи у утврђене градове уз јадранску обалу, а одржава се и на већим острвима. Након досељавања Сра и хрвата, византијска Далмација је сведена на: Крк, Осор, Раб, Задар, Трогир и Котор, а наведеним градовима се придружују Сплит и Дубровник (његујући урбану традицију Салоне и Епидауруса). Византија је наведене градове организовао у тему Далмацију, војно-управну јединицу са сједиштем у Задру. Од тада је Задар главни град Далмације, а то ће остати све до 1918. године. Византијски градови су постали жаришта романске културе, латинског језика и хришћанске вјере у словенском окружењу. Ускоро је са позадином оживјела дипломатска, економска и културна сарадња. Добрим дијелом се хришћанство ширило у копнену дубину управо из далматинских градова, без обзира на намјере црквене власти (Рима и Цариграда). У државним канцеларијама Византије, других европских држава, али и римске курије de iure задржано је старовјековно схватање величине Далмације, са којом се подудара и црквено-територијална организација источнојадранских метрополија.
Током раног средњег века, у залеђу северне Далмације створена је старохрватска држава, док су у јужним областима Далмације створене српске кнежевине Дукља, Травунија, Конавли, Захумље и Неретљанска кнежевина. Франачки хроничар Ајнхард је у својим „Аналима Франачког краљевства” (лат. Annales Regni Francorum) забележио, под 822. годином, да су Срби народ који држи велики део Далмације (лат. ad Sorabos, quae natio magnam Dalmatiae partem obtinere dicitur).
Користећи слабљење словенских земаља у залеђу крајем 11. вијека Венеција је настојала преузети политичку контролу над источном обалом Јадрана. Год. 1000. Венеција без већег отпора осваја далматинске градове и острва и од тада, уз краће прекиде, постаје водећа власт у Далмацији (и на Јадрану) до 1797. године. Дубровник се успјешно истргнуо из чврстог загрљаја Венеције, захваљујући вјештим дипломатским маневрима. Најдуже раздобље несметане владавине угарских краљева над Далмацијом, односно над далматинским градовима с припадајућим територијима на острвима и у копненом залеђу било је од 1358. (након Задарског мира) до 1409. То је доба процвата далматинских комуна, посебно Задра, Шибеника, Трогира, Сплита и Дубровника, када ти градови постају језгра динамичне структуре цијеле регије. Освајања босанских владара крајем 14. вијека нису битније утицала на комуникацију између далматинских градова и њиховог залеђа нити на међусобну комуникацију појединих градова (јер се она највећим дијелом одвијала путем мора).

### Рани нови вијек
Династички сукоби у Угарском краљевству значајно су слабили средишњу краљевску власт што се одражавало снажним центрипеталним тежњама рубних покрајина. Такво стањеје искористила Венеција, која је помоћу дипломатских (Ладислављева продаја права на Далмацију за 100.000 дуката) и војних подухвата постепено овладала највећим дијелом Дубровачке републике. Млетачко имање у Далмацији је битно смањено освајањима османлијских Турака крајем 15. и током 16. в. Картографски извори 17. в., слиједећи државно-правна схватања тога доба, простор Далматинске Загоре и западни дио Херцеговине називају Турском Далмацијом.
Млетачка освајања крајем 17. в. су допринијела повећању величине Далмације. У рату од 1688. до 1699. освојени су Книн, Сињ, Врлика, Вргорац, Метковић и Херцег Нови, па се граница млетачких и турских посједа помиче на Линију Гримани (aquisto nuovo). У рату од 1715. до 1718. Венеција се проширила у Далмацији освајањем Имотске крајине и мањих подручја у Боки которској (aquisto nuovissimo). У насталим приликама Дубровачка република је, да не би директно граничила с Млетачком републиком, уступила Османском царству излаз на море крај полуострва Клека (Неум) и у подручју рјечице Суторине у Боки.
Границе Далмације утврђене Линијом Моцениго 1718. (с подручјем Дубровачке републике) до 1918. су остале непромијењене. У вријеме османлијске управе измијењена је етничка структура становништва, која је потенцирала постојеће разлике. То се добро може пратити и на темељу повлачења чакавског нарјечја унутар градских зидина приморских градова и на отоке, док се у простору Равних котара, Буковице и Далматинске Загоре шири штокавско нарјечје. У залеђини Далмације насељава се православно српско становништво. Осим језичних и вјерских разлика, до изражаја долазе и социо-културолошке разлике. Јасно се разликују два културна слоја: острвски и приморски простор средоземне културе те далматинско залеђе с наглашеним елементима динарске патријархалне културе. Диоба на бодуле и влаје само је шаљив и примитивни одраз наведених разлика. Међутим, између те двије културне јединице није могуће утврдити оштру границу јер друштвене и економске везе постепено резултују интеракцијом и међусобним прожимањем.

### Француска и аустријска власт
Млетачка Далмација је 1797. године по слову мировних уговора у Леобену и Кампоформију припала Хабзбуршкој монархији. Након склапања Пожунског мира крајем 1805. године, Далмација је 1806. године укључена у састав наполеонске Краљевине Италије. Француска војска је током исте 1806. године запосела и Дубровник, а потом је 1808. године званично укинута Дубровачка република, која је прикључена Далмацији. Целокупно подручје Далмације се од 1809. до 1813. године налазилао у саставу француских Илирских покрајина. Област је 1813. године поново потпала под хабзбуршку власт и од тада је као Краљевина Далмација била у саставу Аустријског царства (1813-1867) и Аустроугарске монархије (1867-1918).
Како би што више интегрисао простор од северне Далмације, преко Дубровачког приморја, до Боке которске, бечки двор је све те области третирао као јединствену административну и територијалну јединицу, са посебним покрајинским сабором и управом, те је створио и обједињену римокатоличку задарску црквену покрајину (метрополију), којој су биле подређене све далматинске бискупије, укључујући Сплит и Дубровник, дотадашња надбискупска средишта.

### Далмација у Југославији
Године 1918, након пада Аустроугарске монархије, наступају крупне промјене. Од 1918. Далмација као политичко-географски појам више не постоји. Италија је окупирала Задар и Ластово, а италијанска окупација потврђена је Рапалским уговором 1920. Уредбом o подјели земље Краљевине СХС 1922. Далмација је подијељена на Сплитску и Дубровачку област. Год. 1929. највећи дио Дубровачке области припојен је Зетској бановини, а остатак Далмације је чинио Приморску бановину са средиштем у Сплиту. Корчула је 1931. изузета из Зетске и припојена Приморској бановини, а 1939. Приморска бановина и дубровачки крај улазе у састав Бановине Хрватске.
Након Арилског рата (1941) и окупаторске поделе Југославије, Далмација је подељена између фашистичке Италије и новостворене НДХ. У италијанском делу Далмације успостављена је посебна окупациона управа (итал. Governatorato della Dalmazia), док је у делу који је припао НДХ спроведен геноцид над српским народом. Тиме је подстакнуто избијање Народноослободилачке борбе у Далмацији, што је 1943. године довело до стварања Покрајинског народноослободилачког одбора Далмације као највишег органа власти на ослобођеним подручјима, који је 1944. године деградиран на нижи степен и од тада је функционисао као Обласни народноослободилачки одбор Далмације. Након протеривања окупатора и потпуног ослобођења Југославије, нове власти су одлучиле да Далмација уђе у састав федералне јединице Хрватске, као посебна Област Далмација, која је као административна јединица постојала у периоду између 1945. и 1951. године, након чега је дошло до укидања обласне самоуправе и потпуног интегрисања Далмације у састав Хрватске.

### Савремено доба
Након успостављања Туђмановог режима у пролеће 1990. године, српски народ је формирао Заједницу општина Сјеверне Далмације и Лике, која је крајем исте године прерасла у САО Крајину, са Книном као главним градом. Током рата у Хрватској (1991-1995), Далмација је била подељена на хрватски и српски део. У међувремену је у хрватском делу била уведена нова жупанијска подела, чиме је Далмација раздељена на четири жупаније, од којих само једна носила далматинско име (Сплитско-далматинска жупанија), а посебним уставним законом (1992) било је предвиђено и стварање Аутономног Котара Книн, који би обухватао и северни део Далмације. Након слома Републике Српске Крајине (1995), велики број Срба је протеран са подручја Далмације.
За обнову Далмације као самоуправне области у оквиру Хрватске залажу се поједине политичке странке, као што је Далматинска акција, која је деловала од 1990. до 2003. године, а затим је 2021. године поново реактивирана.

## Извори и литература
Извори
- Баришић, Фрањо (1955). „Прокопије”. Византиски извори за историју народа Југославије. 1. Београд: Византолошки институт. стр. 17—72.
- Wortley, John, ур. (2010). John Skylitzes: A Synopsis of Byzantine History, 811–1057. New York: Cambridge University Press.
- Живковић, Тибор (2009). Gesta Regum Sclavorum. 2. Београд-Никшић: Историјски институт, Манастир Острог.
- Živković, Tibor (2012). De conversione Croatorum et Serborum: A Lost Source. Belgrade: The Institute of History.
- Живковић, Тибор (2013). De conversione Croatorum et Serborum: Изгубљени извор Константина Порфирогенита. Београд: Завод за уџбенике.
- Јачов, Марко (1983). Списи Тајног ватиканског архива XVI-XVIII века. Београд: САНУ.
- Јачов, Марко (1986). Списи Конгрегације за пропаганду вере у Риму о Србима 1622-1644. Београд: САНУ.
- Кунчер, Драгана (2009). Gesta Regum Sclavorum. 1. Београд-Никшић: Историјски институт, Манастир Острог.
- Мијушковић, Славко, ур. (1988) [1967]. Љетопис попа Дукљанина (2. изд.). Београд: Просвета & Српска књижевна задруга.
- Moravcsik, Gyula, ур. (1967) [1949]. Constantine Porphyrogenitus: De Administrando Imperio (2. изд.). Washington: Dumbarton Oaks Center for Byzantine Studies.
- Острогорски, Георгије, ур. (1955). Византиски извори за историју народа Југославије. 1. Београд: Византолошки институт.
- Острогорски, Георгије, ур. (1959). Византиски извори за историју народа Југославије. 2. Београд: Византолошки институт.
- Острогорски, Георгије; Баришић, Фрањо, ур. (1966). Византијски извори за историју народа Југославије. 3. Београд: Византолошки институт.
- Pertz, Georg Heinrich, ур. (1845). Einhardi Annales. Hanover.
- Scholz, Bernhard Walter, ур. (1970). Carolingian Chronicles: Royal Frankish Annals and Nithard's Histories. University of Michigan Press.
- Thomas of Split (2006). History of the Bishops of Salona and Split: Historia salonitanorum atque spalatinorum pontificum. Budapest: Central European University Press.
- Thurn, Hans, ур. (1973). Ioannis Scylitzae Synopsis historiarum. Berlin-New York: De Gruyter.
- Ферјанчић, Божидар (1959). „Константин VII Порфирогенит”. Византијски извори за историју народа Југославије. 2. Београд: Византолошки институт. стр. 1—98.
- Flusin, Bernard; Cheynet, Jean-Claude, ур. (2003). John Scylitzès: Empereurs de Constantinople. Paris: Lethielleux.
- Шишић, Фердо, ур. (1928). Летопис Попа Дукљанина. Београд-Загреб: Српска краљевска академија.

Литература
- Веселиновић, Рајко (1986). „Срби у Далмацији”. Историја српског народа. књ. 4, св. 2. Београд: Српска књижевна задруга. стр. 7—66.
- Влачић, Љубо (1901). Из прошлости српске области неретљанске. Мостар: Издавачка књижарница и штампарско-умјетнички завод Пахера и Кисића.
- Vlačić, Ljubo (1903). Iz prošlosti srpske oblasti neretljanske. Dubrovnik: Srpska dubrovačka štamparija A. Pasarića.
- Десница, Бошко (1991). Стојан Јанковић и ускочка Далмација: Изабрани радови. Београд: Српска книжевна задруга.
- Ђекић, Ђорђе Н.; Павловић, Милош Н. (2016). „Drosiaco, Marianorum iudice” (PDF). Зборник радова Филозофског факултета у Приштини. 46 (4): 243—253.
- Живковић, Тибор (2000). Словени и Ромеји: Славизација на простору Србије од VII до XI века (PDF). Београд: Историјски институт.
- Живковић, Тибор (2002). Јужни Словени под византијском влашћу (600-1025). Београд: Историјски институт САНУ, Службени гласник.
- Живковић, Тибор (2004). Црквена организација у српским земљама: Рани средњи век. Београд: Историјски институт САНУ, Службени гласник.
- Живковић, Тибор (2012). „Неретљани - пример разматрања идентитета у раном средњем веку” (PDF). Историјски часопис. 61: 11—25. Архивирано из оригинала (PDF) 24. 03. 2018. г. Приступљено 20. 07. 2018.
- Јачов, Марко (1984). Венеција и Срби у Далмацији у XVIII веку. Београд: Историјски институт САНУ.
- Јачов, Марко (1990). Срби у млетачко-турским ратовима у XVII веку. Земун: Свети архијерејски синод Српске православне цркве.
- Karbić, Damir (2004). „Šubići Bribirski do gubitka nasljedne banske časti (1322)”. Zbornik Odsjeka za povijesne znanosti Zavoda za povijesne i društvene znanosti Hrvatske akademije znanosti i umjetnosti. 22: 1—26.
- Klaić, Vjekoslav (1905). „O krunisanju ugarskih Arpadovića za kraljeve Dalmacije i Hrvatske (1091-1207)”. Vjesnik Hrvatskoga arheološkoga društva. 8: 107—117.
- Klaić, Vjekoslav (1905). „Hrvatsko kraljevstvo u XV. stoljeću i prvoj četvrti XVI. stoljeća (1409-1526)”. Vjesnik Hrvatskoga arheološkoga društva. 8: 129—147.
- Klaić, Nada (1970). „Historijska uloga Neretvanske kneževine u stoljetnoj borbi za Jadran”. Makarski zbornik: Zbornik znanstvenog savjetovanja o Makarskoj i Makarskom primorju. 1. Makarska. стр. 121—168.
- Коматина, Предраг (2014). „Идентитет Дукљана према De administrando imperio”. Зборник радова Византолошког института. 51: 33—46.
- Максимовић, Љубомир (1964). „О времену доласка Неретљана на далматинска острва”. Зборник Филозофског факултета у Београду. 8 (1): 145—152.
- Милутиновић, Коста (1981). „Срби у Далмацији 1797-1878”. Историја српског народа. књ. 5, св. 2. Београд: Српска књижевна задруга. стр. 277—307.
- Omrčanin, Ivo (1984). Military History of Croatia. Dorrance.
- Papazoglu, Fanula (1969). Srednjobalkanska plemena u predrimsko doba: Tribali, Autarijati, Dardanci, Skordisci i Mezi. Sarajevo: Akademija nauka i umjetnosti Bosne i Hercegovine.
- Sedlar, Jean W. (1994). East Central Europe in the Middle Ages, 1000-1500. Seattle: University of Washington Press.
- Станојевић, Глигор (1970). Југословенске земље у млетачко-турским ратовима XVI-XVIII вијека. Београд: Историјски институт.
- Тејлор, Ален (2001). Хабзбуршка монархија 1809-1918: Историја Аустријске царевине и Аустроугарске. Београд: Clio.
- Ферлуга, Јадран (1957). Византијска управа у Далмацији. Београд: Научно дело.
- Fine, John Van Antwerp Jr. (1991) [1983]. The Early Medieval Balkans: A Critical Survey from the Sixth to the Late Twelfth Century. Ann Arbor, Michigan: University of Michigan Press.
- Fine, John Van Antwerp Jr. (1994) [1987]. The Late Medieval Balkans: A Critical Survey from the Late Twelfth Century to the Ottoman Conquest. Ann Arbor, Michigan: University of Michigan Press.
- Fine, John Van Antwerp Jr. (2005). When Ethnicity did not Matter in the Balkans: A Study of Identity in Pre-Nationalist Croatia, Dalmatia, and Slavonia in the Medieval and Early-Modern Periods. Ann Arbor, Michigan: University of Michigan Press.
- Haas, Arthur G. (1963). Metternich, Reorganization and Nationality, 1813-1818: A Story of Foresight and Frustration in the Rebuilding of the Austrian Empire. Wiesbaden: Franz Steiner Verlag.
- Curta, Florin (2006). Southeastern Europe in the Middle Ages, 500–1250. Cambridge: Cambridge University Press.